# Bruno Marcos
Bruno Marcos (San Sebastián, 1970) es un escritor, artista y profesor español. Fue asesor y comisario del MUSAC y de la FCAYC. Colabora en los periódicos ABC y La Nueva Crónica. Galardonado con el premio Letras Jóvenes de Castilla y León, entre otros.
Fue miembro del comité asesor del Museo de Arte Contemporáneo de Castilla y León (MUSAC) y comisario de las exposiciones Arqueologías del futuro en la Fundación Cerezales Antonino y Cinia (FCAYC) y Región. Cambio de paisaje y políticas del agua (FCAYC-MUSAC), valorada como una de las mejores exposiciones del año en periódicos nacionales como El País y El Cultural (El Mundo). Escribe en los periódicos ABC y La Nueva Crónica.

## Biografía
Bruno Marcos vivió su infancia en San Sebastián hasta los siete años, a esa edad su familia se trasladó a León de donde era originaria. Licenciado en Bellas Artes por la Universidad de Salamanca, combina su actividad en el campo de las artes plásticas con la literatura y la docencia. Ha realizado, como artista, numerosas exposiciones en diversos lugares de España, Portugal, Italia o Nueva York entre otros. Estuvo representado por la galería Tráfico de Arte de la cual inauguró sus proyectos en el espacio urbano y la naturaleza y cuya historia se pudo ver en una exposición del Museo de Arte Contemporáneo de Castilla y León (MUSAC). Fue uno de los artistas seleccionados para la exposición 'Coreografías póstumas', que se realizó en Nueva York, y en la Primera Bienal de Arte Contemporáneo de Florencia.

## Trayectoria
Ha publicado una obra poética, Libro de las enumeraciones (1996), un ensayo de estética, Muerte del Arte (1997), las novelas Lo más profundo es la piel (2002),  La fiesta del fin del mundo (2004), Golfemia  (2021) y Dakovika (2022), así como los diarios Nevermore (2007) y Suite Voltaire (2009) más un libro de viajes, Últimos pasajes a la diferencia (2016). Fue incluido en varias antologías como Poesía pasión, Diez nuevas voces, La luz escondida, Raros de tiempo y otros libros colectivos de ensayo, como El descrédito o Méliès; coordinó la edición de los libros de relatos Cronófagos y Cuentos de la nueva normalidad.
Ha recibido varios premios como los de Arte Joven de Castilla y León, el de Creación Literaria del Ministerio de Cultura, Letras Jóvenes de Castilla y León, Pro-arte de Castilla y León, Creación Literaria del Instituto Leonés de Cultura y fue finalista en la Bienal Provincia de poesía. 
Durante cuatro años fue miembro del comité asesor del Museo de Arte Contemporáneo de Castilla y León (MUSAC) y formó parte de la comisión de expertos para la reactivación del sector artístico de Castilla y León en relación con la pandemia de 2020. Ha sido comisario de las exposiciones Arqueologías del futuro en la Fundación Cerezales Antonino y Cinia (FCAYC) y Región. Cambio de paisaje y políticas del agua (FCAYC-MUSAC), valorada como una de las mejores exposiciones del año en periódicos nacionales como El País y El Cultural (El Mundo). Además, es uno de los dos fundadores de la editorial secreta Manual de Ultramarinos.
En la actualidad escribe crítica cultural en los periódicos ABC y La Nueva Crónica. 

## Obra

### Poesía
- Libro de las enumeraciones (1996)

### Ensayo
- Muerte del arte (1997)

### Novela
- Lo más profundo es la piel (2002)
- La fiesta del fin del mundo (2004)
- Golfemia (2021)
- Dakovika (2022)

### Diarios
- Nevermore (2007)
- Suite Voltaire (2009)

### Libro de viajes
- Últimos pasajes a la diferencia (2016)

### Antologías
- El descrédito: Viajes narrativos en torno a Louis Ferdinand Céline. Coordinado por Julio César Álvarez y Vicente Muñoz Álvarez. Autores: Enrique Vila-Matas, Miguel Sánchez-Ostiz, Mario Crespo, Celia Novis, José Ángel Barrueco, Óscar Esquivias, Bruno Marcos, Pepe Pereza, Isabel García Mellado, Álex Portero, Vanity Dust, Juanjo Ramírez, Patxi Irurzun, Juan Carlos Vicente, Velpister, Esteban Gutiérrez Gómez, Pablo Cerezal, Javier Esteban, Choche, Miguel Baquero, Carlos Salcedo Odklas, Joaquín Piqueras, Adriana Bañares, Gsús Bonilla, Alfonso Xen Rabanal y Daniel Ruiz García. (Ediciones Lupercalia, Alicante, 2013)

- Meliès (2017). Incluye textos de Raúl Herrero, Bruno Marcos, Alberto Ruiz de Samaniego, Jesús F. Pascual Molina, Silvia Rins, Carlos Barbarito, Aldo Alcota, Laia López Manrique, Antonio Fernández Molina, Iván Humanes, Alfredo Moreno, Tomás Fernández Valentí y Diego Civilotti García.

- Cronófagos. Devoradores de tiempo (2019). Incluye relatos de Tomás Sánchez Santiago, José Luis Puerto, Isabel Llanos, Bruno Marcos, Antonio Toribios, José Miguel López Astilleros, Eloy Rubio Carro, Mario Paz González y Alberto R. Torices.

- Cuentos de la nueva normalidad (2020). Incluye relatos de Sol Gómez Arteaga, José Luis Puerto, Bruno Marcos, Mario Paz González, Eloy Rubio Carro, José Miguel López-Astilleros, Antonio Toribios, Manuel Á. Rodríguez, Miguel Martínez Panero, Alberto R. Torices e Isabel Llanos. Fotografías de Mario Paz González.